# ジャカルタコタ駅
ジャカルタコタ駅（ジャカルタコタえき、インドネシア語：Stasiun Jakarta Kota）はインドネシアのジャカルタ首都特別州西ジャカルタ市タマン・サリ区にある、KRLコミューターラインの駅。

## 概要
ジャカルタ市の旧市街コタ地区に位置する鉄道駅。ジャカルタ都市圏の近郊路線網を構築するコミューターラインの最も主要なターミナルであり、利用者数も非常に多く、特に朝・晩は多くの通勤・退勤客で混雑する。

### ジャカルタコタ駅に来る系統

#### コミューターライン
2014年3月に一部のプラットホームの延長工事が完成、それまで日本製中古車は8連に縮めて運用されていたが、一部で10連での運用が開始された。2015年半ばに開始された12両編成においては、ホームの長さが不足している。
2015年12月には、当駅とタンジュンプリオク駅を結ぶピンクラインの運行が再開された。
- ボゴール線
- タンジュンプリオク線

#### インドネシア鉄道（一般列車）
インドネシア鉄道運行の長距離列車は、全てガンビル駅やパサール・スネン駅等の他駅発着となった。

## 歴史
1887年、オランダ領東インド時代にバタヴィア東鉄道のターミナル駅として建設された。駅はバタヴィア南（Batavia Zuid）と呼ばれていた。これは蘭印鉄道の「バタヴィア北」という駅が近くにあったからである。またBataviasche Ooster Spoorweg Maatschapijの略でBEOS駅と通称されていた。これは、バタヴィア東鉄道のことである。
長年、バタヴィア（ジャカルタ）とジャワ島内各地を結ぶ長距離列車が発着していた。しかし、1990年代後半より同駅発着の列車は徐々に削減され、エグゼクティブクラス(一等車に相当)を主体とした優等列車はガンビル駅に、ビジネスクラス(二等車に相当)やエコノミークラス(三等車に相当)を主体とした低廉列車はパサール・スネン駅に、それぞれターミナル機能が移行されてきた。2015年6月までは西ジャワ州方面を結ぶエコノミー列車や、バンドンを結ぶ一部の優等列車など、少数の長距離列車が当駅を発着していた。2017年2月までチカンペックおよびプルワカルタへの普通列車が運行していたが、タンジュンプリオク駅発着となった。現在では、長距離列車のターミナルとしての機能はほぼ無くなった。ただし、レバラン(イスラムの断食月、ラマダン明けの大型連休)などの多客期には当駅を始発・終着とした長距離臨時列車が運行されることもある。また、ガンビル駅を始発・終着とする一般列車の一部は当駅まで回送され、当駅構内の留置線で車内清掃および整備が行われる。
また、2027年頃を目処にジャカルタ都市高速鉄道（MRT）南北線の2期区間が当駅まで延伸開業する予定である。

## 駅構造

### 駅舎

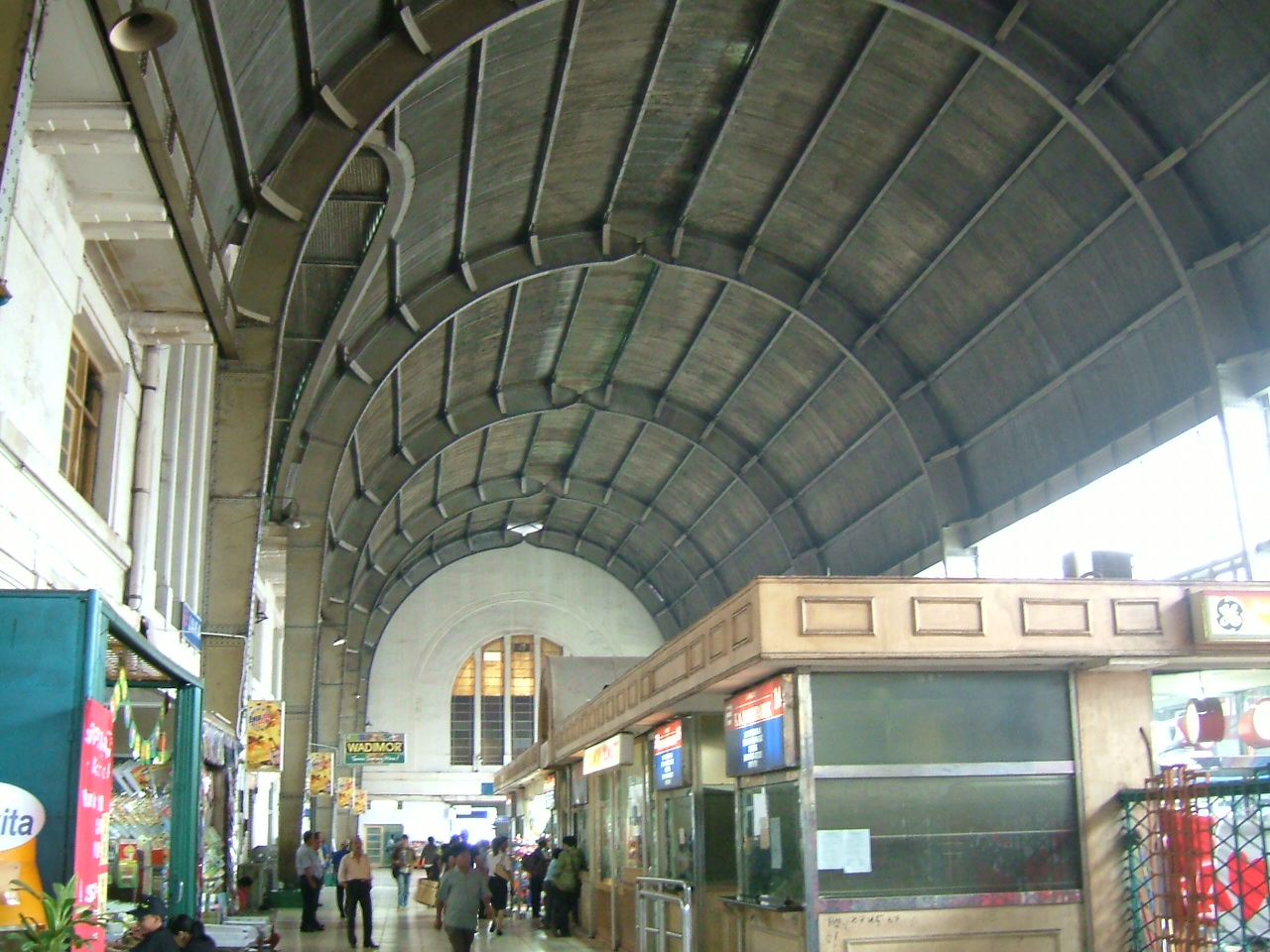
メインホール内部

1887年築の初代駅舎は次第に手狭となり、1926年に駅を一時的に閉鎖して駅舎を建て替えた。設計はオランダ人建築家Frans Johan Louwrens Ghijselsである。駅のデザインは西洋風のものと現地風のものの折衷である。1929年10月8日にオランダ領東インド総督A.C.D. de Graeff臨席のもと、完成式典が行われた。

### プラットホーム
頭端式ホーム6面11線を有する。この駅には元々12線であり、4番線と5番線は直線であった。 8・9番線は、カンポン・バンダン、パサール・スネン、ジャティネガラ方面行きのボゴール線用ホームであり、11・12番線（現在の10・11番線）はガンビル～マンガライ間を往復するボゴール線用ホームである。現在では旧1号線が廃止され、当駅を終点とする複数の都市間列車の留置線に使用されたため、6面11線へ減少している。
2022年2月から、高架区間用の古いシーメンスSSI型電気信号機器が、PT Len Industri社製のシステムへ交換された。当駅の線路数が旧1番線が廃止されたため、1つ繰り下げられた。新しい電気信号システムの供用前、ジャカルタ・コタ駅では、1つの柱に2つの信号機を備えたステージ信号という、非常に珍しい機械式信号を使用していた。
当駅の特徴的な点の一つは、プラットホームが建物のように見える。 ジェンベル駅のように、鋼鉄製の単柱片持ち構造で支えられたV字型の屋根を持つ細長い天蓋の形をしている。
ジャカルタ・コタ駅は、ガンビル駅での出発準備の前に都市間列車の臨時留置ホームとしても機能しているが、パサール・スネン駅からの都市間列車は、東ジャカルタのジャティネガラにあるチピナン機関区に一時的に移行された。駅の北東には9番線に直結した留置線がある。 2019年に改装がなされ、長距離列車用の新しい待合室の増設が行われた。2020年2月23日の時点で、約50年間使用されてきた英国為替と駅鋏が新しいものに置き換えられた。
| 番線 | 路線                 | 方向  | 行先                     | 備考       |
| ---- | -------------------- | ----- | ------------------------ | ---------- |
| 1    | 留置プラットホーム   | N/A   | N/A                      |            |
| 2    | 留置プラットホーム   | N/A   | N/A                      |            |
| 3    | ボゴール線           | 終点  | 終点                     | 終着ホーム |
| 4    | ボゴール線           | 南    | マンガライ、ボゴール方面 |            |
| 5    | 都市間列車           | 東/南 |                          |            |
| 6    | 都市間列車           | 東/南 |                          |            |
| 7    | タンジュンプリオク線 | 終点  | 終点                     | 終着ホーム |
| 8    | タンジュンプリオク線 | 東    | タンジュンプリオク方面   |            |
| 9    | 都市間列車           | 東/南 |                          |            |
| 10   | ボゴール線           | 南    | マンガライ、ボゴール方面 |            |
| 11   | ボゴール線           | 南    | マンガライ、ボゴール方面 |            |

## 駅周辺
- マンディリ銀行（インドネシア語版、英語版）
- インドネシア銀行博物館（インドネシア語版、英語版）
- ジャカルタ歴史博物館（インドネシア語版、英語版）
- ファタヒラ広場（インドネシア語版、英語版）
- ワヤン博物館（インドネシア語版、英語版）
- 絵画・陶磁器博物館（インドネシア語版、英語版）
- アセムカ卸売センター（Pusat Grosir Asemka）
- クルクト川（インドネシア語版、英語版）
- 22ジャカルタ中学校（Sekolah Menengah Pertama Negeri 22 Jakarta）

## 隣の駅
KRLコミューターライン
 ボゴール線 
　ジャカルタコタ駅 - ジャヤカルタ駅
 タンジュン・プリオク線
　ジャカルタコタ駅 - カンプンバンダン駅